# Alfred Barton Rendle
Alfred Barton Rendle est un botaniste britannique, né le 19 janvier 1865 à Lewisham et mort le 11 janvier 1938 à Leatherhead.

## Biographie
Il est le fils de John Samuel et de Jane Barton née William. Il étudie au St John's College et obtient son Doctorat of Sciences à l’université de Londres. Il se marie avec Maud Armstrong en 1892, union dont naîtront trois enfants. Après le décès de son épouse en 1896, il se remarie avec Florence Brown en 1898, six enfants naîtront de cette nouvelle union.
Il devient botaniste assistant au British Museum en 1888. En 1894, il dirige le département de botanique de l’Institut Birkbeck. De 1906 à 1930, il est conservateur au British Museum. Rendle est également professeur honoraire à la Royal Horticultural Society. Rendle reçoit de nombreux honneurs dont la médaille Victoria de l'honneur en 1917 et la médaille Veitch. Il devient membre de la Royal Society en 1909, de la Linnean Society of London (il y dirige la section de botanique de 1916 à 1923 et la société de 1923 à 1927), de la Quekett Microscopical Club (qu’il dirige de 1919 à 1921) et de bien d’autres sociétés savantes. Il s’intéresse à l’histoire de la botanique et fait notamment paraître un catalogue de documents relatifs au bicentenaire de la naissance de Carl von Linné (1707-1778).

## Publications
- Catalogue of the Plants collected by Mr and Mrs P. A. Talbot in the Oban District South Nigeria (British Museum (Natural History), Londres, 1913).
- Classification of Flowering Plants (deux volumes, Cambridge University Press, 1904, réédité en 1930).

## Source
- Allen G. Debus (dir.) (1968). World Who’s Who in Science. A Biographical Dictionary of Notable Scientists from Antiquity to the Present. Marquis-Who’s Who (Chicago) : xvi + 1855 p.